# Henny Lindorff Buckhøj
Henny Elisabeth Lindorff Buckhøj (* 29. April 1902 in Esbjerg; † 18. Dezember 1979 in Frederiksberg) war eine dänische Schauspielerin.

## Leben
Henny Lindorff wuchs als Tochter von Axel Lars Lindorff († 1940) und Else Christiansen († 1941) in Esbjerg auf. Ihre Schwester Bodil Lindorff (1907–1999) war ebenfalls als Schauspielerin tätig.
Henny Lindorff absolvierte ihre Schauspielausbildung von 1923 bis 1926 an der Eleveskole des Königlichen Theaters Kopenhagen, wo sie im Jahr 1927 als Darstellerin auch ihr Bühnendebüt hatte. Sie stand im Laufe ihrer Karriere als Bühnendarstellerin an zahlreichen Theatern auf der Bühne, so unter anderem auch am Odense Teater, am Aarhus Teater, am Folketeatret, am Aalborg-Theater, am Frederiksberg-Theater, am Betty-Nansen-Theater oder am Theater Helsingør. Von 1944 bis 1970 wirkte sie als Schauspielerin vor der Kamera in rund 25 Spielfilmen mit. Anfang der 1970er-Jahre beendete sie nach viereinhalb Jahrzehnten ihre schauspielerische Tätigkeit.
Henny Lindorff war ab dem 1. Mai 1933 bis zu seinem Tod im Jahr 1964 mit dem Schauspieler Per Buckhøj verheiratet. Aus der Ehe ging ein Sohn hervor, der Schauspieler Jørgen Buckhøj. Sie starb im Dezember 1979 im Alter von 77 Jahren. Ihre Grabstätte befindet sich auf dem Mariebjerg-Kirkegard in Gentofte.

## Filmografie (Auswahl)
- 1944: Elly Petersen
- 1946: Ditte – ein Menschenkind
- 1951: Sittenpolizei greift ein
- 1952: Rekrut 67, Petersen
- 1952: Es geschah aus heißer Jugendliebe
- 1958: Goldene Berge
- 1960: Baronesse
- 1970: Das Lied vom roten Rubin